# Clerodendrum silvestre
Clerodendrum silvestre là một loài thực vật có hoa trong họ Hoa môi. Loài này được B.Thomas mô tả khoa học đầu tiên năm 1936.